# Куколь (деревня)
Ку́коль — деревня в Усадищенском сельском поселении Волховского района Ленинградской области.

## История
На карте Санкт-Петербургской губернии Ф. Ф. Шуберта 1834 года, упоминается как деревня Куклы, состоящая из 62 крестьянских дворов.

КУКЛИ — деревня принадлежат Казённому ведомству, число жителей по ревизии: 124 м. п., 140 ж. п. (1838 год)

Деревня Кукли из 62 дворов отмечена и на карте Ф. Ф. Шуберта 1844 года.

КУКЛА — деревня Ведомства государственного имущества, по просёлочной дороге, число дворов — 56, число душ — 134 м. п. (1856 год)

КУКОЛЬ (КУКЛИ) — деревня казённая при колодце, число дворов — 56, число жителей: 151 м. п., 99 ж. п.; Часовня православная. (1862 год)

В деревне находилась часовня.
Сборник Центрального статистического комитета описывал её так:

БОЛЬШАЯ КУКОЛЬ (КУКЛЯ) — деревня бывшая государственная, дворов — 35, жителей — 170; Часовня, ветряная мельница, лавка. (1885 год)

Согласно епархиальным сведениям 1899 года деревни Куколь Большой и Куколь Малый относились к приходу Преображенской церкви (ранее Усадище-Спасовской, Михайловского погоста) в селе Заболотье.
В конце XIX — начале XX века деревня административно относилась к Усадище-Спассовской (Усадищской) волости 2-го стана Новоладожского уезда Санкт-Петербургской губернии.
По данным «Памятной книжки Санкт-Петербургской губернии» за 1905 год в состав Кукольского сельского общества входили деревни Куколь-Большая (Кукли) и Куколь-Малая.
- Деревня Куколь на карте 1915 года

Согласно военно-топографической карте Петроградской и Новгородской губерний издания 1915 года и карте Петербургской губернии издания 1922 года деревня называлась Кукли.
С 1917 по 1923 год деревня входила в состав Кукольского сельсовета Усадище-Спасовской волости Новоладожского уезда.
С 1923 года в составе Пролетарской волости Волховского уезда.
Согласно данным переписи населения СССР 1926 года в деревне Куколь проживали 280 человек — большинство русские, а также цыгане.
С 1927 года в составе Волховского района.
В 1928 году население деревни также составляло 280 человек.
Согласно карте Ленинградской области Северо-западного аэрогеодезического треста ГГУ издания 1932 года деревня Куколь насчитывала 31 крестьянский двор, в деревне находилось почтовое отделение.
По данным 1933 года деревня Большой Куколь являлась административным центром Кукольского сельсовета Волховского района, в который входили 10 населённых пунктов: деревни Заднево, Колодец, Конец, Большой Куколь, Малый Куколь, Паль, Раменье, Селище, Сорокино, Устье, общей численностью населения 952 человек.
По данным 1936 года в состав Кукольского сельсовета с центром в деревне Куколь входили 8 населённых пунктов, 210 хозяйств и 7 колхозов.
Во время Великой Отечественной войны деревня была занята немцами и практически полностью разрушена.
С 1954 года в составе Усадищенского сельсовета.
В 1961 году население деревни составляло 71 человек.
По данным 1966, 1973 и 1990 годов деревня Куколь также входила в состав Усадищенского сельсовета.
В 1997 году в деревне Куколь Усадищенской волости проживали 11 человек, в 2002 году — также 11 человек (русские — 91 %).
В 2007 году в деревне Куколь Усадищенского СП — 10.

## География
Деревня расположена в южной части района на автодороге 41К-402 (Куколь — Вячково — Мурманские Ворота), в месте примыкания к ней автодорог 41К-062 (Куколь — Бор) и 41К-058 (подъезд к дер. Куколь).
Расстояние до административного центра поселения — 4 км.
Деревня находится к северу от железнодорожной линии Волховстрой I — Вологда I. Расстояние до железнодорожной станции Мыслино — 6 км. Ближайший остановочный пункт — железнодорожная платформа 138 км (Сорокино).

## Демография
| 1862 | 2007 | 2010 | 2017 |
| ---- | ---- | ---- | ---- |
| 250  | ↘10  | ↗19  | ↘12  |

### Национальный состав
Согласно данным Всероссийской переписи населения 2021 года в деревне проживали 34 человека, из них:
 русские — 1, таджики — 1, татары — 1 человек, остальные национальность не указали.

## Транспорт
Ближайший остановочный пункт — железнодорожная платформа 138 км (Сорокино) Октябрьской железной дороги.

## Памятные места
В деревне установлен памятный знак в виде противотанкового надолба, отмечающий место, где было остановлено наступление немецких войск.
Рядом с обветшавшим памятным знаком 22 июня 2006 года, в том месте, где в 1941 году проходила линия фронта, был установлен восьмиметровый рубежный крест в память о воинах 310-й стрелковой дивизии 54-й армии Ленинградского фронта, павших в боях за Родину.
310-я  стрелковая дивизия вела бои за деревни Усадище и Леоновщину. Они неоднократно переходили из рук в руки. Вот что писал командир 1082-го  полка М. М. Михайлов о тех днях: «Мы с  упорными боями отходили на Усадище — Бор,  утром заняли оборону. Среди  дня  немцы  выбросили воздушный  десант на ст.  Мыслино, а в  деревни Усадище  и Бор ворвались  с танками. Нам пришлось отходить на Куколь. Потери были  большие,  в полку  осталось  человек 100.  Немцы повели наступление на Куколь и захватили  его.  В это время было занято  Раменье, где  оборонялись другие подразделения. Где-то в середине или в  конце ноября  в полк  прибыло пополнение, 60-70 человек, в основном моряки. Их одели, накормили, и ночью был отбит Куколь. Днем мы  не могли наступать,  для  этого требовалось много боеприпасов, а  их  не хватало, и доставка  была  затруднена.  Разгранлинией между нами и немцами была железная дорога Тихвин — Волхов».